# František Průša

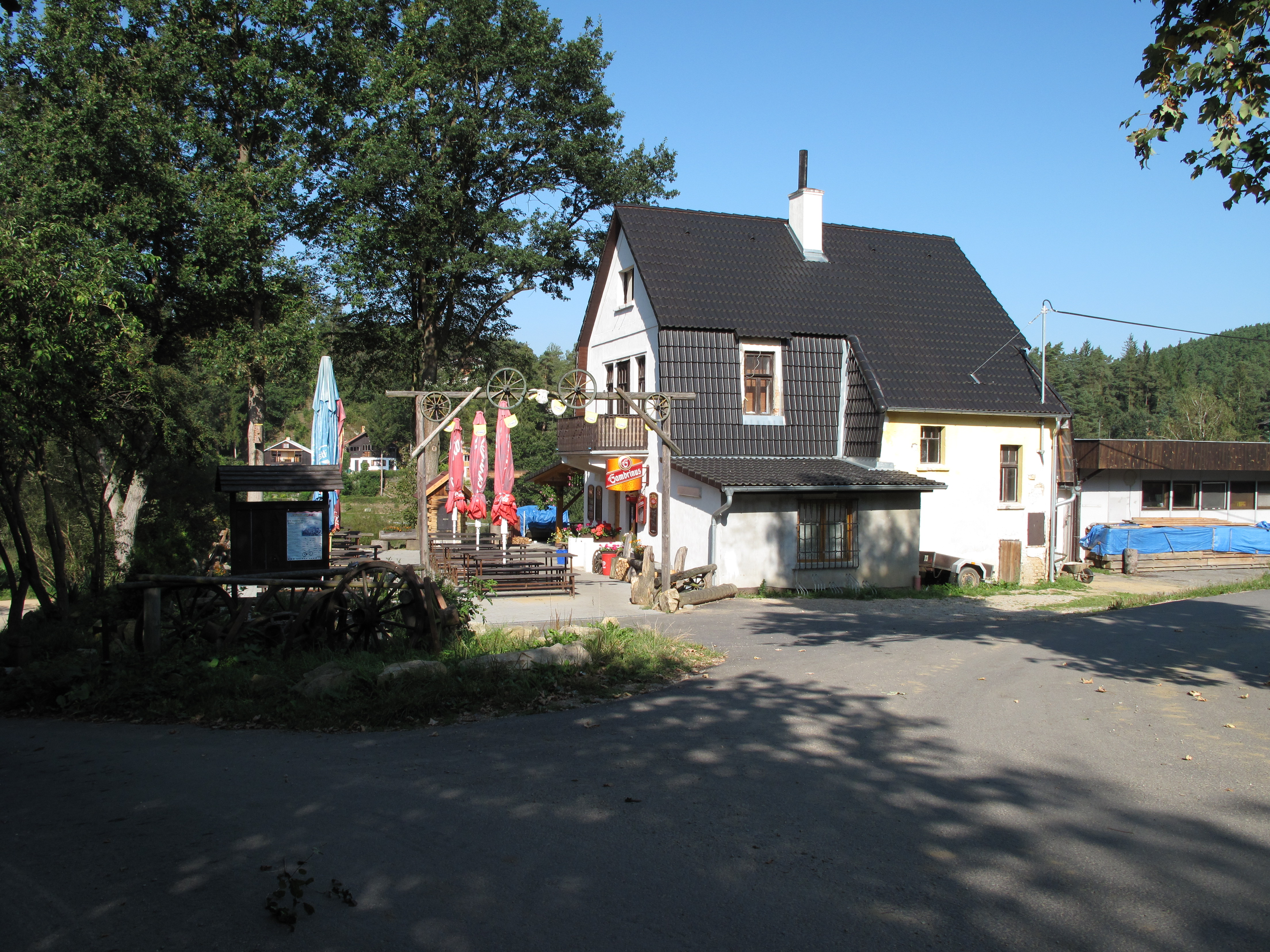
Vila Františka Průši ve Vojníkově, toho času hostinec U Caisů

František Průša (20. března 1892 Dolní Záhoří – 19. června 1957 Strakonice) byl český architekt, sochař, medailér a učitel.

## Život
Vystudoval architekturu na Vysoké škole umělecokoprůmyslové v Praze v ateliéru Jože Plečnika. Oženil se s Terezií Caisovou z Caisova mlýna ve Vojníkově. Nedaleko mlýna u řeky Otavy si vystavěli dům a Průša svou sochařskou dílnu. Průša působil jako učitel na průmyslové škole ve Volyni. Ve svých návrzích se věnoval dekorativismu a funkcionalismu. Jako sochař pracoval hlavně s cementem. Jeho dílem jsou některé pomníky padlým v okolních vesnicích včetně samotného Vojníkova.

## Galerie

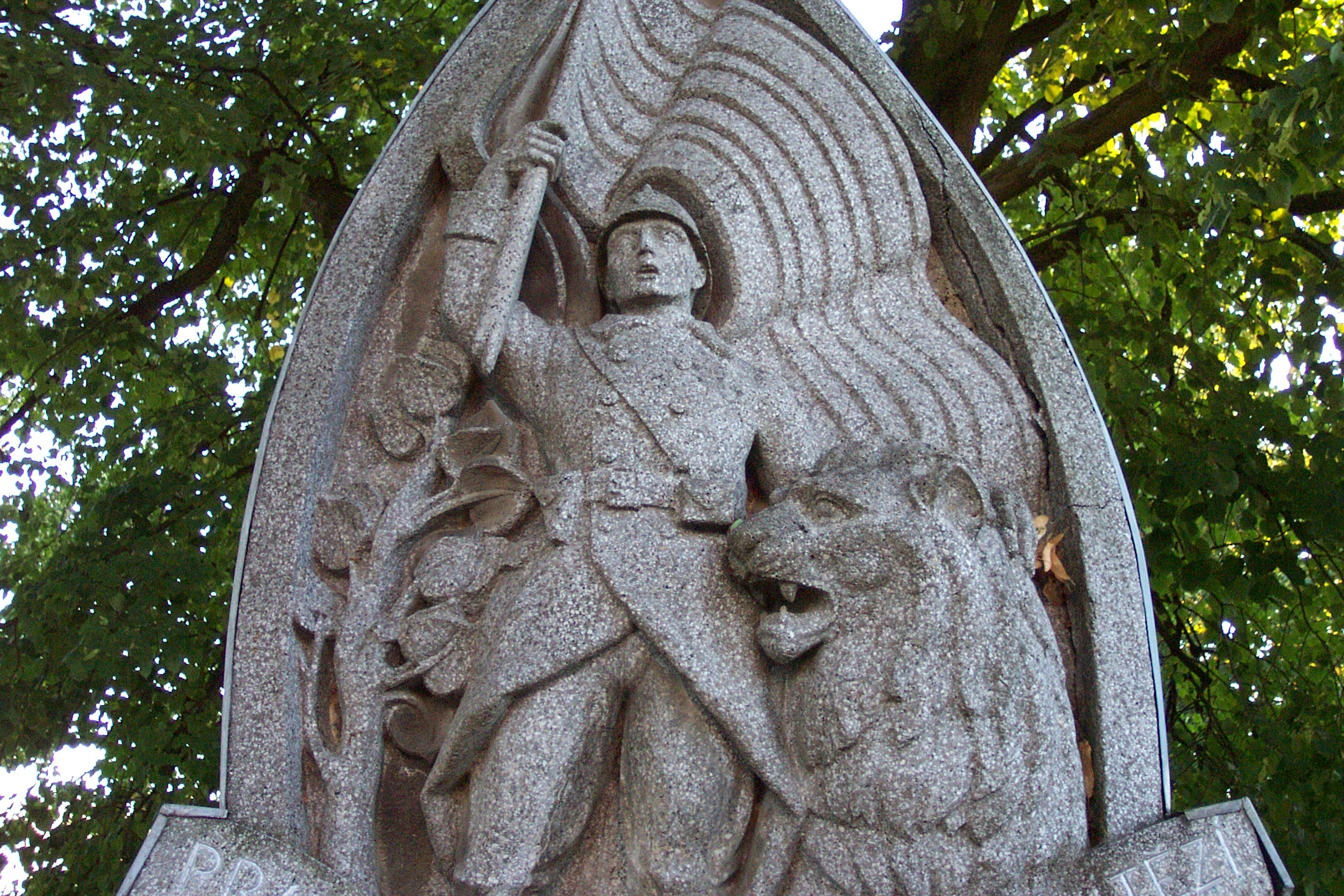
Detail pomníku padlým ve Vojníkově
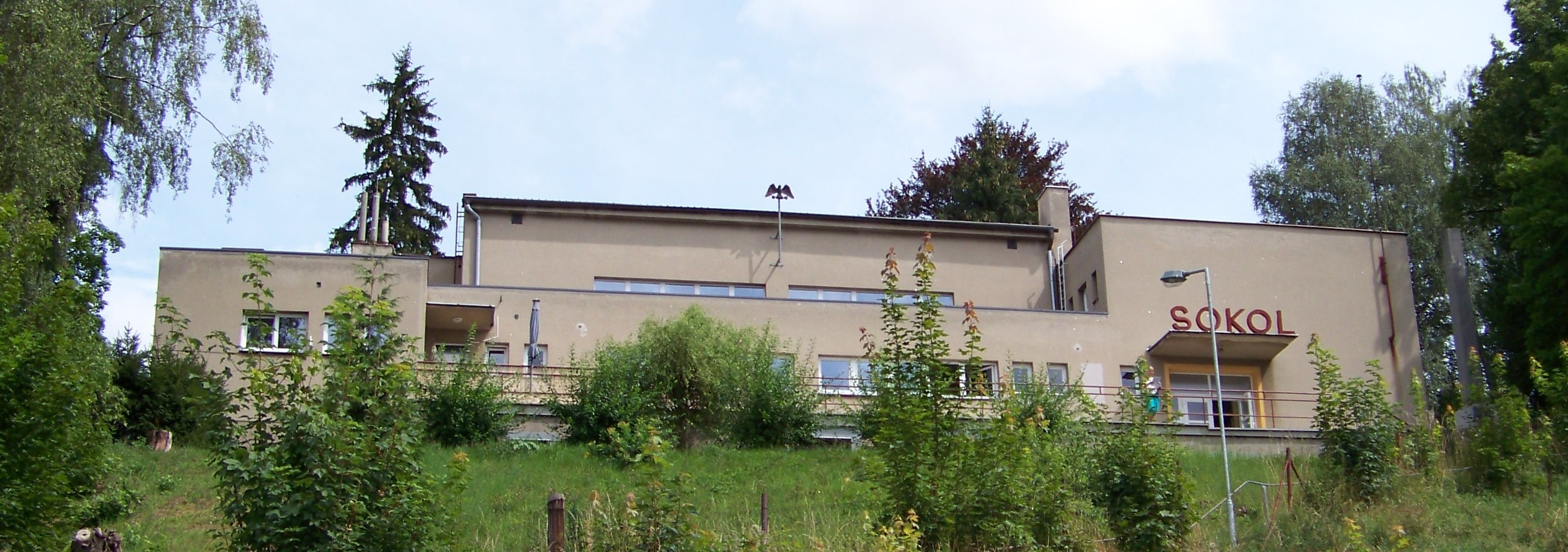
Funkcionalistická sokolovna v Hronově 1924–1929

## Dílo

### Architektonické návrhy
- 1931–1933: sokolovna v Blatné[4]
- 1934–1935: sokolovna v Hronově[4]
- 1935: sokolovna v Libáni[4]
- 1937: sokolovna v Krčíně[4]